# New Zealand Writers Guild
Die New Zealand Writers Guild (NZWG) ist eine Gewerkschaft für Drehbuchautoren für die Bereiche Film, Fernsehen, Radio, Theater und Multimedia in Neuseeland.

## Geschichte
Der Schriftsteller und Drehbuchautor Michael Noonan, seinerzeit Aktivist bei der New Zealand Labour Party, gilt als Initiator für die Bildung der Schriftstellervereinigung, die ihre Gründung im Jahr 1975 erfuhr und NZ Scriptwriters' Guild heißen sollte. Doch zwei Jahre später brach die Organisation wegen Uneinigkeit zunächst zusammen und wurde im Wohnzimmer von Michael Noonan wenig später wiederbelebt. Sie hatte 1978 ihren ersten Verhandlungserfolg. 1979 trat die Gilde, die sich seinerzeit noch ein einen Auckland- und Wellington-Zweig aufteilte, der New Zealand Federation of Labour (1937–1987) bei.
Am 5. April 1975 änderte die Generalversammlung den Namen der Gilde in The New Zealand Film, Radio, Television, and Stage Writers Guild. Am 29. April wurde die Änderung beim New Zealand Companies Office offiziell eingetragen. Als die vierte Labour-Regierung in den 1980er Jahren, das Quorum für die Registrierung einer Gewerkschaft auf mindestens 1000 Mitglieder setzte, verlor die Gilde ihren Status als Gewerkschaft und bei zwischen 150 und 200 Mitglieder gab es vorerst keine Aussicht dies wieder ändern zu können.
Am 4. Juni 2020 entschied die Generalversammlung der Gewerkschaft dann ihren Namen auf New Zealand Writers Guild zu ändern und ließ dies am 10. Juni 2020 wieder im Register des New Zealand Companies Office eintragen, da das Quorum für die Anzahl von Mitgliedern nicht mehr bestand.

## Gewerkschaft
In der Sprache der Māori bezeichnet sich die Gewerkschaft als Puni Taatuhi o Aotearoa.